# Glipa kusamai
Glipa kusamai là một loài bọ cánh cứng trong họ Mordellidae. Loài này được Takakuwa miêu tả khoa học năm 1999.